# Romanovo-Bulhakove, Snihurivka
Romanovo-Bulhakove (în ucraineană Романово-Булгакове) este un sat în comuna Barativka din raionul Snihurivka, regiunea Mîkolaiiv, Ucraina.

## Demografie
Componența lingvistică a localității Romanovo-Bulhakove
     Ucraineană (96,01%)
     Rusă (3,46%)
     Alte limbi (0,27%)
Conform recensământului din 2001, majoritatea populației localității Romanovo-Bulhakove era vorbitoare de ucraineană (96,01%), existând în minoritate și vorbitori de rusă (3,46%).